# Antipas, Cotabato

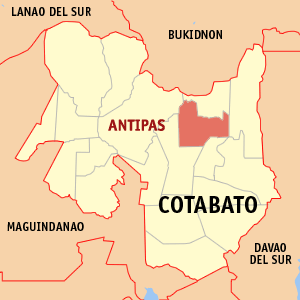
Bản đồ của Cotabato với vị trí của Antipas

Antipas là một đô thị hạng 3 ở tỉnh Cotabato, Philippines. Theo điều tra dân số năm 2000, đô thị này có dân số 19.810 người trong 3.826 hộ.

## Các đơn vị hành chính
Antipas được chia thành 13 barangay.
- Camutan
- Canaan
- Dolores
- Kiy'aab
- Luhong
- Magsaysay
- Malangag
- Malatab
- Malire
- New Pontevedra
- Poblacion
- B. Cadungon
- Datu Agod